# Чемпионат России по вольной борьбе 2022
Чемпионат России по вольной борьбе 2022 года прошёл 24-26 июня в Кызыле (Тыва). Изначально турнир планировалось провести 16-19 июня. Однако позднее дата проведения турнира была сдвинута.

## Медалисты
| Категория | Золото                                | Серебро                                     | Бронза                                                      |
| --------- | ------------------------------------- | ------------------------------------------- | ----------------------------------------------------------- |
| До 57 кг  | Заур Угуев Дагестан                   | Начын Монгуш Тыва                           | Муса Мехтиханов Дагестан Рамиз Гамзатов Дагестан            |
| До 61 кг  | Абасгаджи Магомедов Дагестан          | Ахмед Идрисов Дагестан                      | Башир Магомедов Дагестан Чермен Тавитов Алания              |
| До 65 кг  | Ибрагим Ибрагимов Дагестан            | Гаджимурад Омаров Дагестан                  | Айхаан Антонов Якутия Арип Абдулаев Калининградская область |
| До 70 кг  | Исраил Касумов Красноярск             | Анзор Закуев Крым                           | Виктор Рассадин Якутия Курбан Шираев Дагестан               |
| До 74 кг  | Разамбек Жамалов Дагестан             | Чермен Валиев Алания                        | Давид Баев Алания Магома Дибиргаджиев Дагестан              |
| До 79 кг  | Малик Шаваев Крым, Кабардино-Балкария | Магомед Магомаев Брянская область, Дагестан | Радик Валиев Алания Никита Сучков Красноярский край         |
| До 86 кг  | Артур Найфонов ХМАО, Алания           | Аманула Расулов Дагестан                    | Арсен-Али Мусалалиев Дагестан Ада Багомедов Дагестан        |
| До 92 кг  | Магомед Курбанов Дагестан             | Азамат Закуев Крым                          | Магомед Шарипов Дагестан Владислав Валиев Алания            |
| До 97 кг  | Асланбек Сотиев Алания                | Шамиль Мусаев Дагестан                      | Ахмед Тажудинов Дагестан Сергей Козырев Чувашия, Алания     |
| До 125 кг | Ален Хубулов Алания                   | Тамерлан Расуев Чечня                       | Балдан Цыжипов Бурятия Эрик Джиоев Красноярский край        |